# سرخرگ بالاشکمی پایینی
سرخرگ بالاشکمی پایینی یا شریان اپی‌گاستریک تحتانی (انگلیسی: Inferior epigastric artery) سرخرگی است که خاستگاه آن سرخرگ تهیگاهی بیرونی (external iliac) و پراکندگی و اختتام آن در دیواره شکم است.
شاخه‌های آن شاخه شرمگاهی (pubic)، سرخرگ کرماستریک، و سرخرگ رباط گرد رحم است.
سرخرگ بالاشکمی پایینی یکی از شاخه‌های سرخرگ تهیگاهی بیرونی است که در سمت داخل حلقهٔ عمقی مجرای کشاله ران قرار می‌گیرد و در طول مسیر خود به سمت بالا حرکت کرده و با سوراخ کردن نیام عرضی وارد غلاف عضلهٔ مستقیم شکمی شده و در حالیکه پشت این عضله قرار دارد، در حوالی ناف با سرخرگ بالاشکمی بالایی آناستوموز می‌شود. از این سرخرگ شاخه‌های جلدی قدامی برای دیوارهٔ شکم منشعب می‌شود.

## نگارخانه

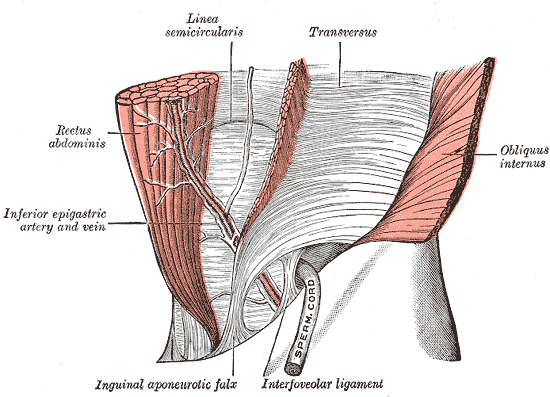
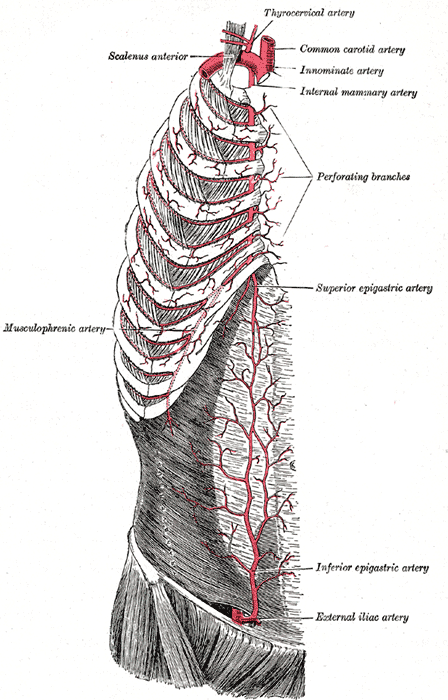
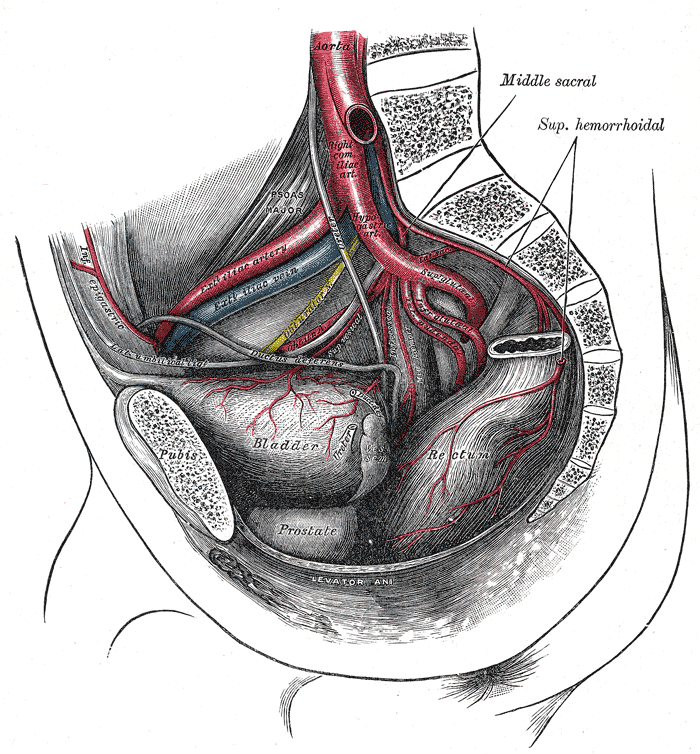
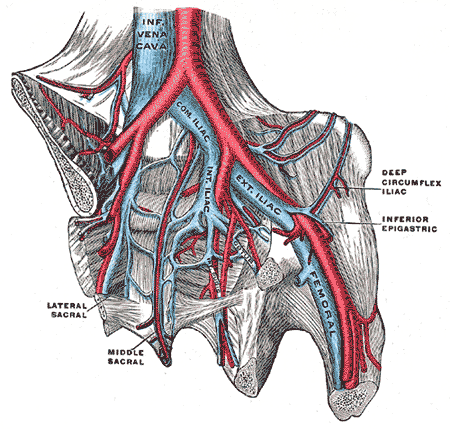
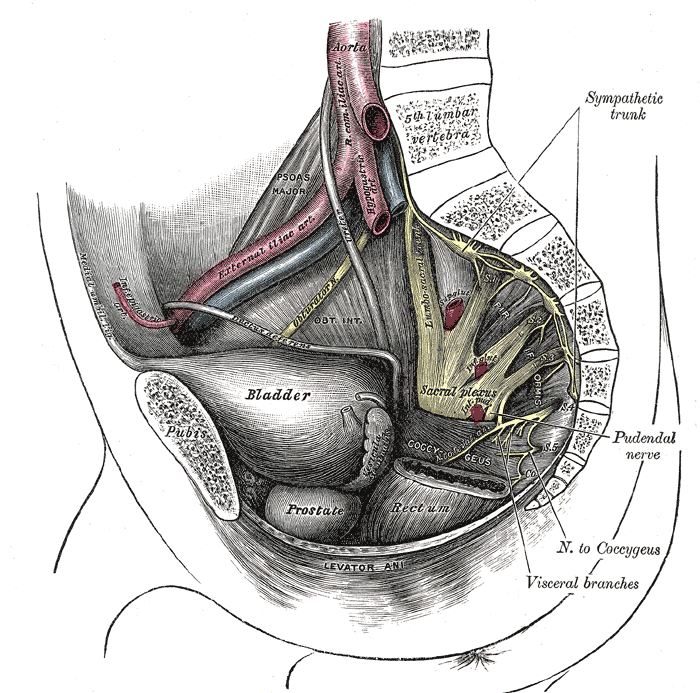
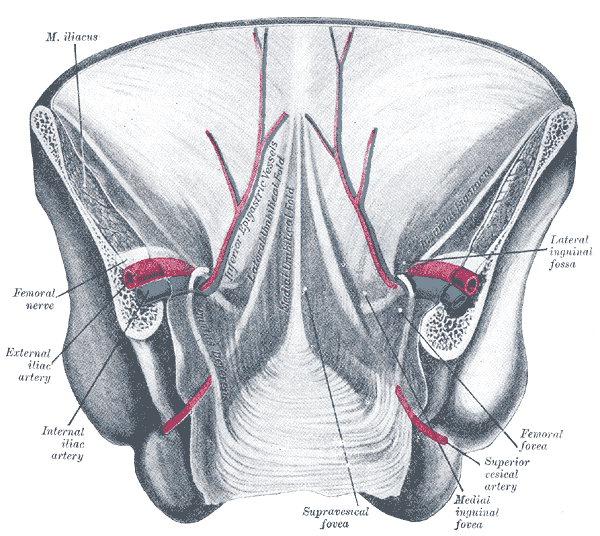
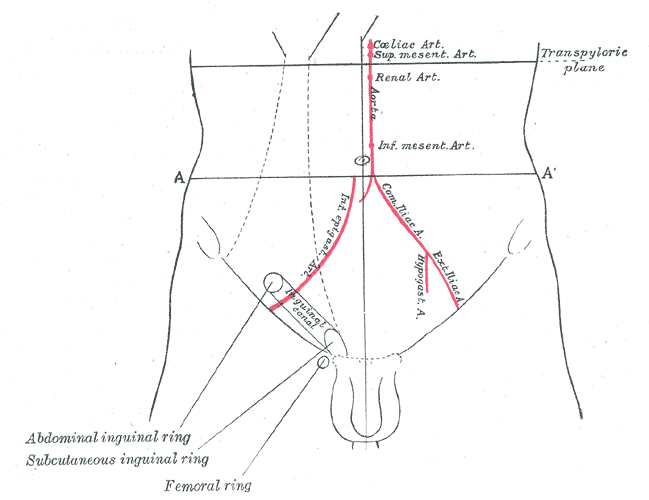